# Лісківська вулиця
Лі́сківська ву́лиця — вулиця в Деснянському районі міста Києва, житловий масив Вигурівщина-Троєщина. Пролягає від вулиць Олександри Екстер та Оноре де Бальзака до Милославської вулиці.
Прилучається Радунська вулиця.

## Історія
Вулиця виникла в 1990-х роках під назвою Нова. Сучасна назва — з 1991 року, від історичної місцевості Ліски.